# Jacquinot Bay
Die Jacquinot Bay (in der deutschen Kolonialzeit Jacquinotbucht genannt) ist eine Bucht an der Südostküste der Insel Neubritannien. Sie liegt im Bezirk Pomio der Provinz East New Britain von Papua-Neuguinea.

## Topologie und Geologie
Das Gebiet der Bucht ist vulkanischen Ursprungs. Die Bucht selbst ist etwa 13 Kilometer breit und reicht etwa 15 Kilometer tief in das Landesinnere. Südlich wird die Bucht von einer Landzunge begrenzt, dessen äußerster nordöstlicher Punkt, das Cape Cunningham, die Einfahrt zur Bucht markiert. Der Jacquinot Bay Airport (ICAO-Code: AYJB, IATA-Code: JAQ) liegt auf dieser Landzunge südlich der Bucht.
Nordöstlich begrenzt das Cape Jacquinot die Bucht. Das Kap bildet zugleich den westlichsten Punkt der Waterfall Bay, die sich östlich der Jacquinot Bay anschließt.

## Erste Erkundungen und Namensgebung
Die Bucht wurde nach Charles Jacquinot (1796–1879) benannt, einem französischen Marineoffizier und Teilnehmer der 1827 von Jules Dumont d’Urville geführten Expedition, die im südpazifischen Raum unter anderem auch der Suche nach Spuren des 1788 verschollenen Entdeckers Jean-François de La Pérouse diente und bei der die Bucht und die nähere Umgebung erkundet wurde.

## Kolonialzeit
Bis 1899 war Neubritannien Teil des Schutzgebiets der Neuguinea-Kompagnie, zwischen 1899 und 1914 entsprechend Teil der Kolonie Deutsch-Neuguinea.
Im Ersten Weltkrieg wurde die Gegend von australischen Marineeinheiten besetzt. Nach dem Krieg wurde die deutsche Kolonie Teil des australischen Mandatsgebietes.
Zu dieser Zeit wurde an der Bucht eine Palmölplantage angelegt, die als Palmalmal Plantage (Pal Mal Mal) bekannt ist. In dem Gebiet lag auch eine katholische Missionsstation.

## Zweiter Weltkrieg
Während des Zweiten Weltkrieges wurde Neubritannien im Frühjahr 1942 von japanischen Streitkräften erobert. Im April konnten sich 156 australische Soldaten und Zivilisten von der Schlacht um Rabaul in die Jacquinot Bay durchschlagen und auf der Palmalmal Plantage verstecken, bis sie nach Port Moresby evakuiert werden konnten. In der Folge wurde die Bucht von den Japanern übernommen.
Am 4. November 1944 landeten Einheiten der australischen 6. Brigade in der Jacquinot Bay, um einen Stützpunkt für den Angriff auf Rabaul zu errichten. Die Errichtung eines Flugfeldes (des heutigen Jacquinot Bay Airport) war die Folge dieser Bemühungen.
Der Stützpunkt wurde auch nach der Kapitulation der Japaner in Rabaul am 6. September 1945 weiter genutzt.

Jacquinot Bay im Zweiten Weltkrieg
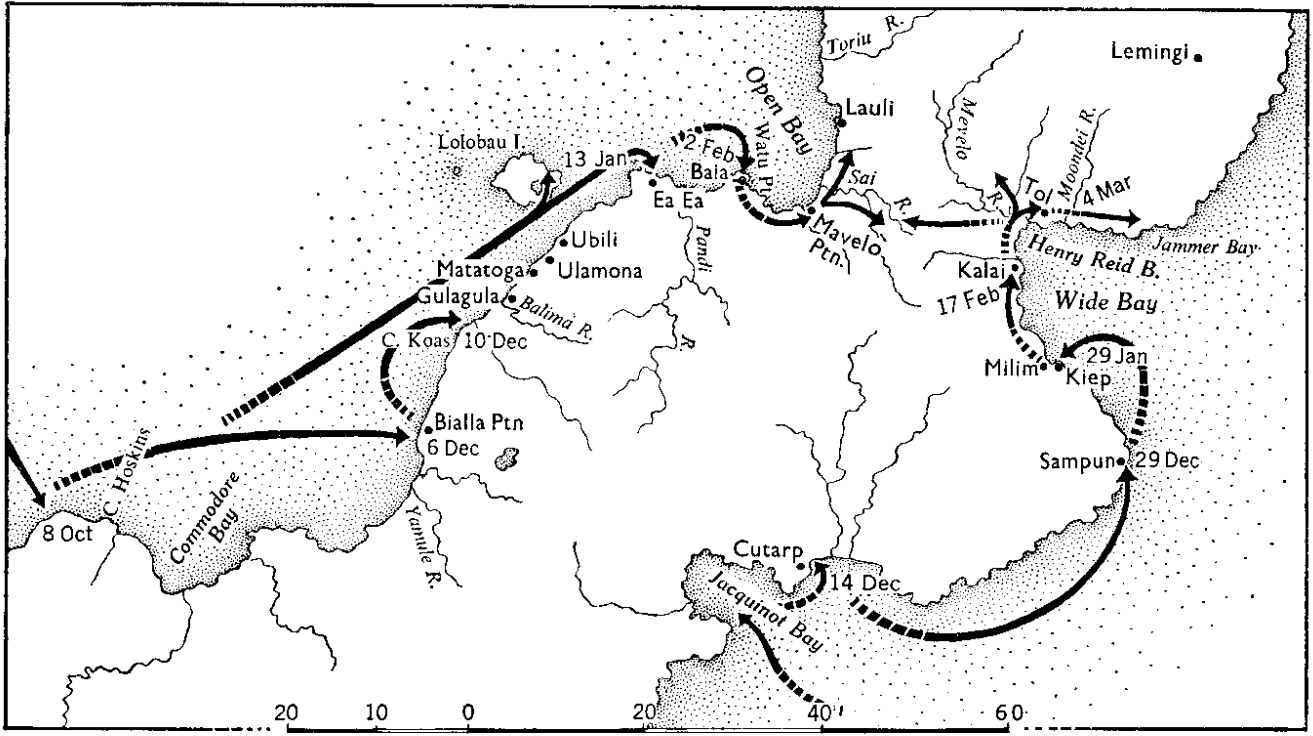
Karte der australischen Operationen im östlichen Neubritannien ab November 1944
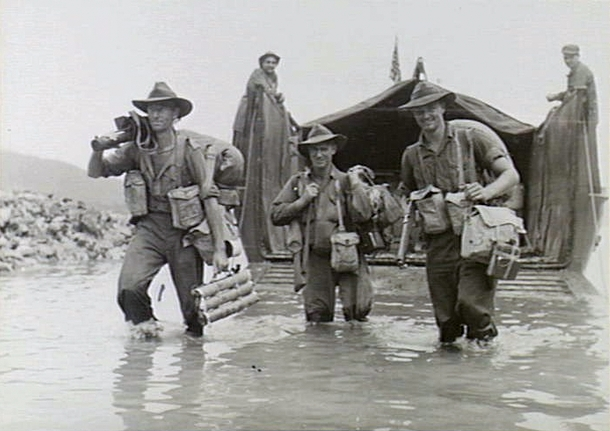
Australische Soldaten landen in der Bucht am 4. November 1944
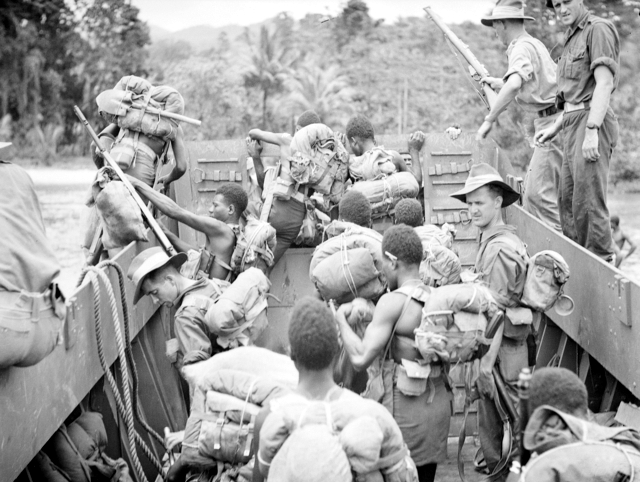
Soldaten des 1. New Guinea Infanteriebataillons landen am 6. November 1944 in der Bucht
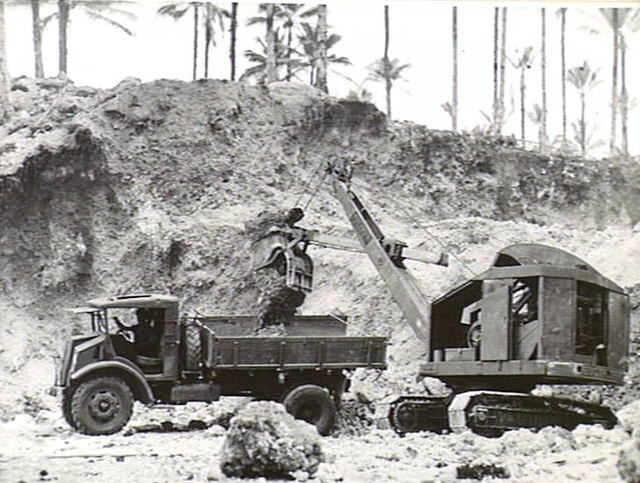
Konstruktion des Flugfeldes Jacquinot Bay
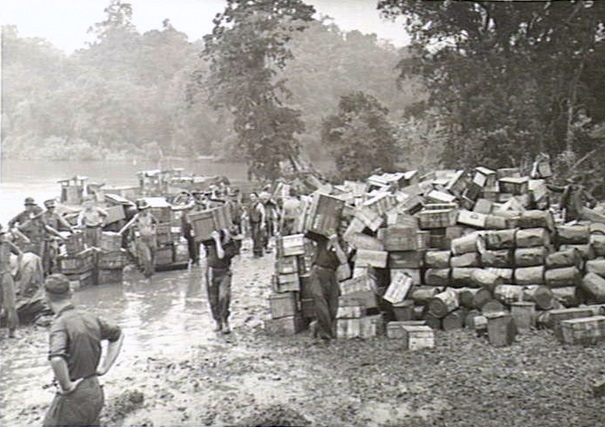
Anlandung von Nachschubgütern in der Bucht
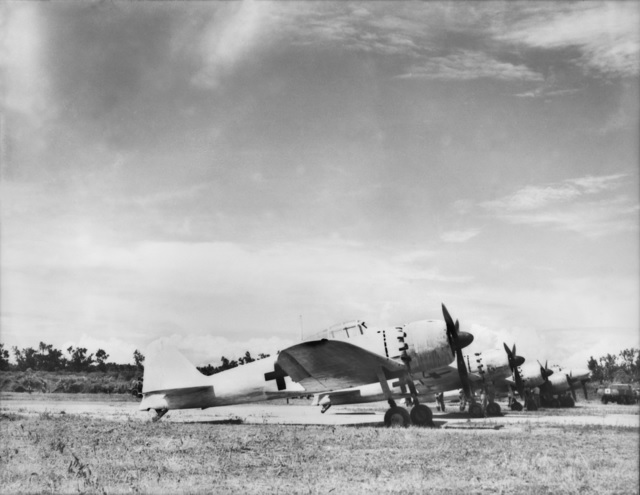
Mitsubishi A6M nach der Kapitulation Japans auf dem Flugfeld Jacquinot Bay

## Nachkriegszeit
Am 15. November 1945 stürzte eine RAAF C-47 (Maschinennummer 13339) auf einem Flug von Jacquinot Bay nach Rabaul ganz in der Nähe der Bucht in einen Berg. Alle 28 Passagiere und Besatzungsmitglieder wurden getötet.